# Agelasta albomarmorata
Agelasta albomarmorata är en skalbaggsart som beskrevs av Stefan von Breuning 1947. Agelasta albomarmorata ingår i släktet Agelasta och familjen långhorningar.
Artens utbredningsområde är Filippinerna. Inga underarter finns listade i Catalogue of Life.